# Reggenza di Aceh Jaya
La reggenza di Aceh Jaya è una reggenza (kabupaten) dell'Indonesia situata nel territorio di Aceh.
Essa si trova nella parte nord-occidentale dell'isola di Sumatra. Il suo capoluogo è Calang.